# Jean-Baptiste Joachim Colbert
Pour les articles homonymes, voir Colbert et Torcy.
Pour les autres membres de la famille, voir Famille Colbert.
Jean-Baptiste Joachim Colbert, marquis de Torcy et de Croissy, marquis de Sablé, né le 25 janvier 1703 et mort le 26 août 1777 à Paris, est un militaire français, fils du diplomate Jean-Baptiste Colbert. Il est lieutenant-général des armées du roi, gouverneur de Crécy-en-Brie et capitaine des gardes de la porte du roi.

## Biographie

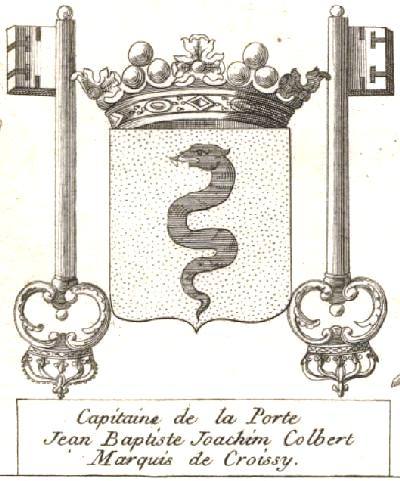

Il est membre de la famille de Jean-Baptiste Colbert. Il est le mari de Charlotte-Henriette-Bibienne Franquetot, fille du maréchal François de Franquetot de Coigny. Mestre de camp du régiment Royal en 1719, il acquiert le château de Poligné de Marie-Josèphe de Névet, comtesse de Coigny, veuve de Jean-Antoine-François de Franquetot (le frère de Charlotte-Henriette).
Il meurt en son hôtel, à Paris, le 26 août 1777, veuf d'Henriette-Bibienne de Franquetot de Croissy, décédée à Paris en février 1772. 
Avec son épouse, il a pour enfants : 
- Jean-Baptiste-François-Menelaï Colbert de Croissy, marquis de Sablé, né en 1728, maréchal des camps et armées du Roi, capitaine des gardes de la porte et lieutenant-général, qui épouse le 24 avril 1763, en présence de Louis XV, Antoinette Adélaïde de La Roche-Fontenilles, fille de Louis Antoine de La Roche, marquis de Fontenilles et de Rambures, et de Marguerite de Saint-Georges de Vérac[1].
- Charles-Antoine-Félix Colbert, marquis de Torcy et comte de Bierné (1729-1788), maréchal de camp.
- Henriette-Bibienne (1727-1805), x 1746 Guy-François de La Porte de Briou marquis de Riants, né en 1719 : Postérité.
- André-Thérèse-Augustin de Colbert, comte de Pressigny, colonel honoraire, sous-lieutenant de gendarmerie, né en 1740, décédé à Paris en janvier 1770, à l'âge de 29 ans ; Son frère jumeau Joseph-Edmé-Charles-François de Sales (1740-† 1759 sur le Thésée), comte de Poligny ; Et deux enfants † jeune : Paul-Amaury (né en 1730) et Simon-Corentin Colbert (né en 1731).